# Stourpaine

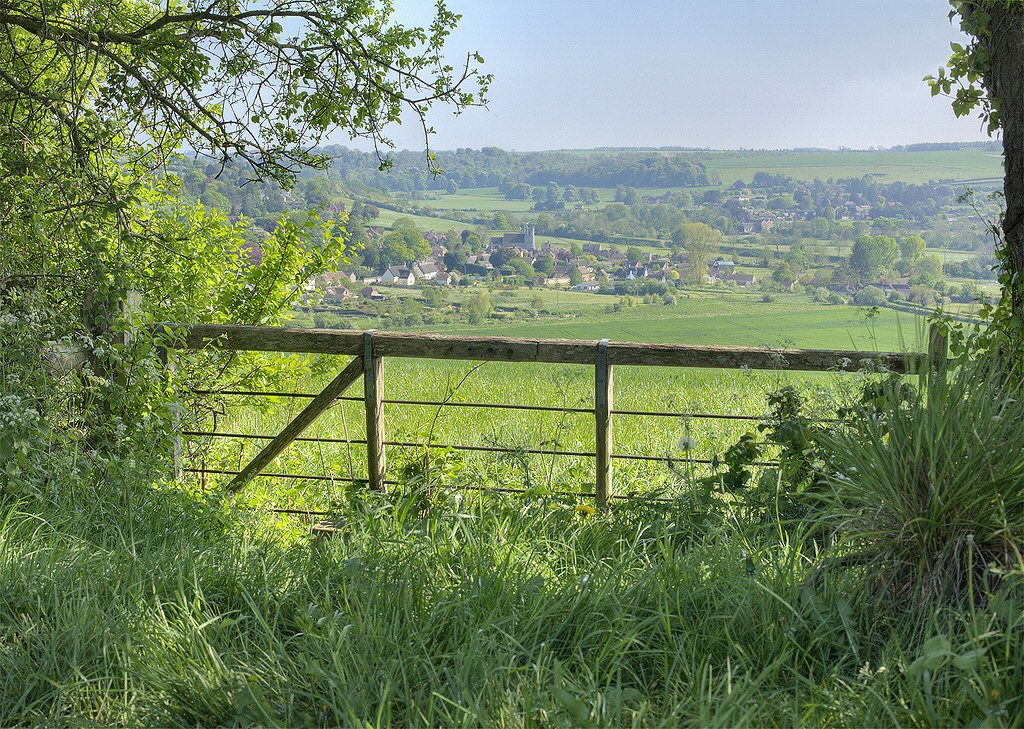
Blick auf Stourpaine

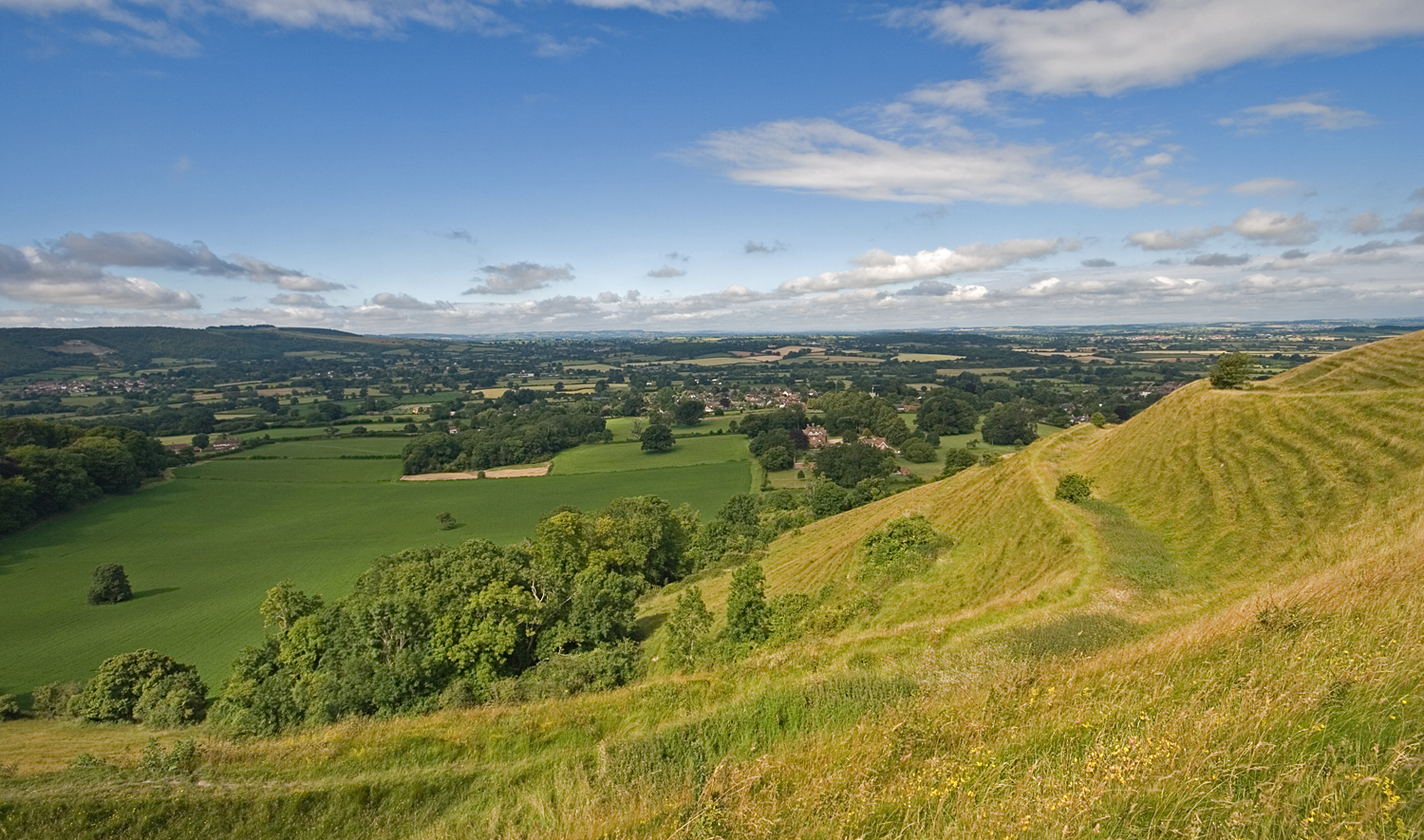
Blick vom Hambledon Hill über Child Okeford und Blackmore Vale

Stourpaine ist ein Ort im Norden von Dorset, England. Das Dorf hat seine Ursprünge in der sächsischen Zeit. Der Name bedeutet „Besitz der Familie Payn am Stour“.
Der Ort liegt am Fluss Stour und der A350 in der südöstlichen Ecke des Blackmore Vale, unter dem Kalkplateau Cranborne Chase, drei Meilen nordwestlich von Blandford.
Der Bau einer Kirche wurde 1190 auf dem Gelände der heutigen Kirche der Heiligen Dreifaltigkeit begonnen und um 1300 abgeschlossen.
In einem Feld nahe der Kirche gibt es Überreste, die auf die ehemalige Burg und eine Mühle hindeuten. Auf einer Hügelspitze wurden, zusammen mit mehreren römischen Münzen, römische Waffen, Artefakte und Keramiken gefunden.
Das Dorf hatte 2020 eine Bevölkerung von 629 Menschen.